# Arachnophaga semirufa
Arachnophaga semirufa is een vliesvleugelig insect uit de familie Eupelmidae. De wetenschappelijke naam is voor het eerst geldig gepubliceerd in 1927 door Gahan.